# Ronnie Cooke

a Compétitions nationales et continentales officielles uniquement.

Dernière mise à jour le 7 mars 2018.
Ronald John Cooke dit Ronnie Cooke, né le 5 avril 1984 à Pretoria en Afrique du Sud, est un joueur de rugby à XV sud-africain évoluant aux postes de centre ou ailier.

## Biographie
Champion du monde des moins de 21 ans en 2005, Ronnie Cooke ne parvient pas à s’imposer chez les seniors, malgré deux saisons correctes avec les Cheetahs en Super 12/14 (24 matches, 10 essais). En juillet 2007, il signe un contrat de deux ans avec le CA Brive, qu'il rejoint en octobre après la Currie Cup. Réputé pour sa vitesse et ses mains très sûres, c’est l’un des grands espoirs sud-africains à son poste[réf. nécessaire]. Il peut également jouer ailier, un poste qu'il affectionne également[réf. nécessaire].
De 2007 à 2012, il aura fait les beaux jours du CA Brive Corrèze Limousin notamment au poste de second centre. 
Joueur exemplaire et extrêmement gentil, il aura contribuer au maintien du CA Brive Corrèze dans l'élite du rugby Français (Top14).

## Carrière
- 2005-2007 : Cheetahs (Super 14)
- 2005-2006 : Impala Leopards (Currie Cup)
- 2006-2008 : Wildeklawer Griquas (Currie Cup)
- 2007-2012 : CA Brive (Top 14)
- 2012 : FC Grenoble (Top 14)
- 2013 : Southern Kings (Super Rugby)
- 2013-2015 : Eastern Province Kings (Currie Cup)

## Palmarès
- Champion du monde des moins de 21 ans : 2005